# Vincent Kompany
Vincent Jean Mpoy Kompany (pronunție în franceză [vɛ̃sɑ̃ kɔ̃pani]; n. 10 aprilie 1986, Uccle, Comunitatea Francofonă din Belgia⁠(d), Belgia) este un fotbalist belgian retras din activitate, care a jucat pe post de fundaș central la echipe ca Manchester City, Anderlecht și Hamburg. Pe plan internațional, are prezențe la națională pentru Belgia, Belgia U16⁠(d) și Belgia U17⁠(d). După încheierea carierei, a devenit antrenor, și antrenează în prezent pe FC Bayern München. Tatăl său este de origine congoleză.

## Cariera de club

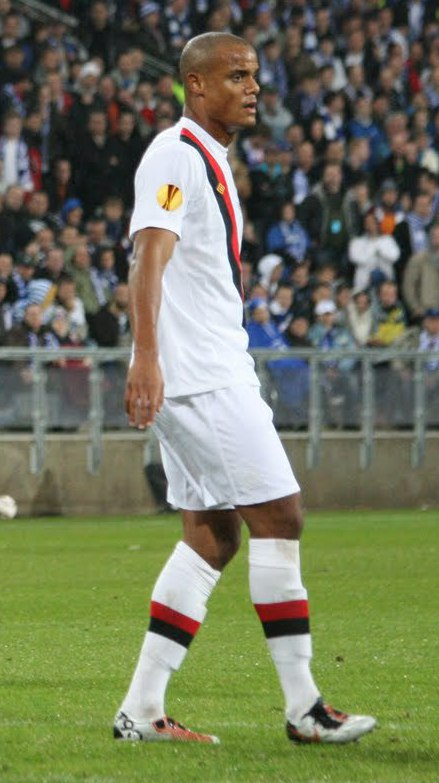
Vincent Kompany

### Anderlecht
Kompany a jucat pe posturile de fundaș central și mijlocaș defensiv. Și-a început cariera la Anderlecht Bruxelles, unde a câștigat premii precum: cel mai bun jucător din Jupiler League și cel mai bun jucător african. La plecarea de la clubul belgian, atacantul Aruna Dindane a decis să poarte numărul 27 la clubul RC Lens - unde tocmai se transferase - în onoarea lui Kompany.

### Hamburg
Pe 9 iunie 2006, clubul Hamburger SV a anunțat transferul fundașului belgian pentru suma de 10 milioane de dolari, fiind adus în locul lui Daniel van Buyten. În primul său sezon petrecut în Bundesliga, el a jucat doar 6 meciuri din cauza unei accidentări.

### Manchester City
La 22 august 2008, Manchester City a confirmat sosirea lui Vincent Kompany de la Hamburg, suma de transfer fiind aproximativ zece milioane de lire sterline. A debutat pentru Cetățeni două zile mai târziu, într-un meci cu West Ham United, purtând tricoul cu numărul 33. A marcat primul său gol pentru City pe 28 septembrie într-un meci pierdut de echipa sa, scor 2-1, cu Wigan Athletic. În acel meci, Kompany a primit și un cartonaș galben, la 11 minute după ce marcase golul.
A petrecut unsprezece ani la Man.City, iar în 19 mai 2019, la o zi după ce a câștigat FA Cup, și-a anunțat plecarea de la City.

### Întoarcerea la Anderlecht
La câteva ore după anunțul plecării de la City, a fost confirmată oficial revenirea sa la RSC Anderlecht, începând cu sezonul 2019-20, urmând să ocupe și postul de antrenor. După un start slab de sezon, pe 22 august 2019, a anunțat că nu va mai antrena și echipa, axându-se doar pe cariera de jucător. La 2 octombrie, Anderlecht l-a instalat în funcția de antrenor pe Franky Vercauteren, iar Kompany a rămas doar jucător.
La 17 august 2020, a anunțat că renunță la cariera de fotbalist și se va ocupa doar de antrenorat, semnând un contract pentru patru ani cu Anderlecht.

## Cariera de antrenor
În primul sezon la conducerea lui RSC Anderlecht, a calificat echipa în UEFA Europa Conference League  după ce echipa a încheiat pe locul 4 în Pro League. Sezonul următor a adus o îmbunătățire, echipa încheind pe locul 3 și ajungând în finala Cupei Belgiei, pierdută la lovituri de departajare în fața lui KAA Gent. La finalul sezonului, a ajuns la un comun acord cu conducerea clubului privind rezilierea contractului.
La 14 iunie 2022, a fost numit antrenor principal la Burnley FC, echipă care tocmai a retrogradat din Premier League, obiectivul fiind revenirea imediată în primul eșalon englez. A promovat cu Burnley, câștigând EFL Championship în sezonul 2022-2023. Însă Burnley nu și-a putut păstra locul în Premier League în sezonul următor, încheind pe locul 18 și retrogradând înapoi în Championship.
În mai 2024, Kompany s-a despărțit de Burnley și a devenit antrenorul echipei germane Bayern München cu care a semnat un contract până în 2028.

## Statistici carieră

### Club
La 14 aprilie 2018.
| Club            | Sezon         | Campionat      | Campionat | Campionat | Cupă    | Cupă   | Cupa ligii | Cupa ligii | Europa  | Europa | Altele  | Altele | Total   | Total  |
| Club            | Sezon         | Ligă           | Meciuri   | Goluri    | Meciuri | Goluri | Meciuri    | Goluri     | Meciuri | Goluri | Meciuri | Goluri | Meciuri | Goluri |
| --------------- | ------------- | -------------- | --------- | --------- | ------- | ------ | ---------- | ---------- | ------- | ------ | ------- | ------ | ------- | ------ |
| Anderlecht      | 2003–04       | Pro League     | 29        | 2         | 5       | 0      | —          | —          | 9       | 0      | 1       | 0      | 44      | 2      |
| Anderlecht      | 2004–05       | Pro League     | 32        | 2         | 1       | 0      | —          | —          | 7       | 0      | —       | —      | 40      | 2      |
| Anderlecht      | 2005–06       | Pro League     | 12        | 1         | 1       | 0      | —          | —          | 6       | 1      | —       | —      | 19      | 2      |
| Anderlecht      | Total         | Total          | 73        | 5         | 7       | 0      | —          | —          | 22      | 1      | 1       | 0      | 103     | 6      |
| Hamburger SV    | 2006–07       | Bundesliga     | 6         | 0         | 0       | 0      | 2          | 1          | 5       | 0      | —       | —      | 13      | 1      |
| Hamburger SV    | 2007–08       | Bundesliga     | 22        | 1         | 4       | 0      | —          | —          | 11      | 2      | —       | —      | 37      | 3      |
| Hamburger SV    | 2008–09       | Bundesliga     | 1         | 0         | 0       | 0      | —          | —          | 0       | 0      | —       | —      | 1       | 0      |
| Hamburger SV    | Total         | Total          | 29        | 1         | 4       | 0      | 2          | 1          | 16      | 2      | —       | —      | 51      | 4      |
| Manchester City | 2008–09       | Premier League | 34        | 1         | 1       | 0      | 1          | 0          | 9       | 0      | —       | —      | 45      | 1      |
| Manchester City | 2009–10       | Premier League | 25        | 2         | 3       | 0      | 4          | 0          | —       | —      | —       | —      | 32      | 2      |
| Manchester City | 2010–11       | Premier League | 37        | 0         | 5       | 0      | 0          | 0          | 8       | 0      | —       | —      | 50      | 0      |
| Manchester City | 2011–12       | Premier League | 31        | 3         | 1       | 0      | 0          | 0          | 9       | 0      | 1       | 0      | 42      | 3      |
| Manchester City | 2012–13       | Premier League | 26        | 1         | 4       | 0      | 0          | 0          | 6       | 0      | 1       | 0      | 37      | 1      |
| Manchester City | 2013–14       | Premier League | 28        | 4         | 2       | 0      | 3          | 0          | 4       | 1      | —       | —      | 37      | 5      |
| Manchester City | 2014–15       | Premier League | 25        | 0         | 1       | 0      | 0          | 0          | 7       | 0      | 0       | 0      | 33      | 0      |
| Manchester City | 2015–16       | Premier League | 14        | 2         | 0       | 0      | 1          | 0          | 7       | 0      | —       | —      | 22      | 2      |
| Manchester City | 2016–17       | Premier League | 11        | 3         | 2       | 0      | 2          | 0          | 0       | 0      | —       | —      | 15      | 3      |
| Manchester City | 2017–18       | Premier League | 17        | 1         | 1       | 0      | 1          | 1          | 2       | 0      | —       | —      | 21      | 2      |
| Manchester City | 2018–19       | Premier League | 17        | 1         | 1       | 0      | 3          | 0          | 4       | 0      | 1       | 0      | 26      | 1      |
| Manchester City | Total         | Total          | 265       | 18        | 21      | 0      | 15         | 1          | 56      | 1      | 3       | 0      | 360     | 20     |
| Total carieră   | Total carieră | Total carieră  | 367       | 24        | 32      | 0      | 17         | 2          | 94      | 4      | 4       | 0      | 514     | 30     |

### Goluri internaționale
| Gol | Data              | Stadion                                      | Oponent      | Golul | Rezultat | Competiția                                             |
| --- | ----------------- | -------------------------------------------- | ------------ | ----- | -------- | ------------------------------------------------------ |
| 1.  | 19 mai 2010       | Stadionul Regele Baudouin, Bruxelles, Belgia | Bulgaria     | 2–1   | 2–1      | Meci amical                                            |
| 2.  | 7 octombrie 2011  | Stadionul Regele Baudouin, Bruxelles, Belgia | Kazahstan    | 3–0   | 4–1      | Preliminariile Campionatului European de Fotbal 2012   |
| 3.  | 7 septembrie 2012 | Cardiff City Stadium, Cardiff, Țara Galilor  | Țara Galilor | 1–0   | 2–0      | Calificările pentru Campionatul Mondial de Fotbal 2014 |
| 4.  | 16 octombrie 2012 | Stadionul Regele Baudouin, Bruxelles, Belgia | Scoția       | 2–0   | 2–0      | Calificările pentru Campionatul Mondial de Fotbal 2014 |

## Statistici ca antrenor
La 17 mai 2025.
| Echipa                        | Început        | Sfârșit        | Record | Record | Record | Record | Record     |
| Echipa                        | Început        | Sfârșit        | M      | V      | E      | Î      | Victorii % |
| ----------------------------- | -------------- | -------------- | ------ | ------ | ------ | ------ | ---------- |
| Anderlecht (jucător-antrenor) | 1 iulie 2019   | 22 august 2019 | 4      | 0      | 2      | 2      | 0          |
| Anderlecht                    | 17 august 2020 | 1 iunie 2022   | 92     | 42     | 32     | 18     | 45,65      |
| Burnley                       | 14 iunie 2022  | 29 mai 2024    | 96     | 41     | 24     | 31     | 42,71      |
| Bayern München                | 29 mai 2024    | Prezent        | 51     | 35     | 9      | 7      | 68,63      |
| Total                         | Total          | Total          | 243    | 118    | 67     | 58     | 48,56      |

## Palmares
Anderlecht

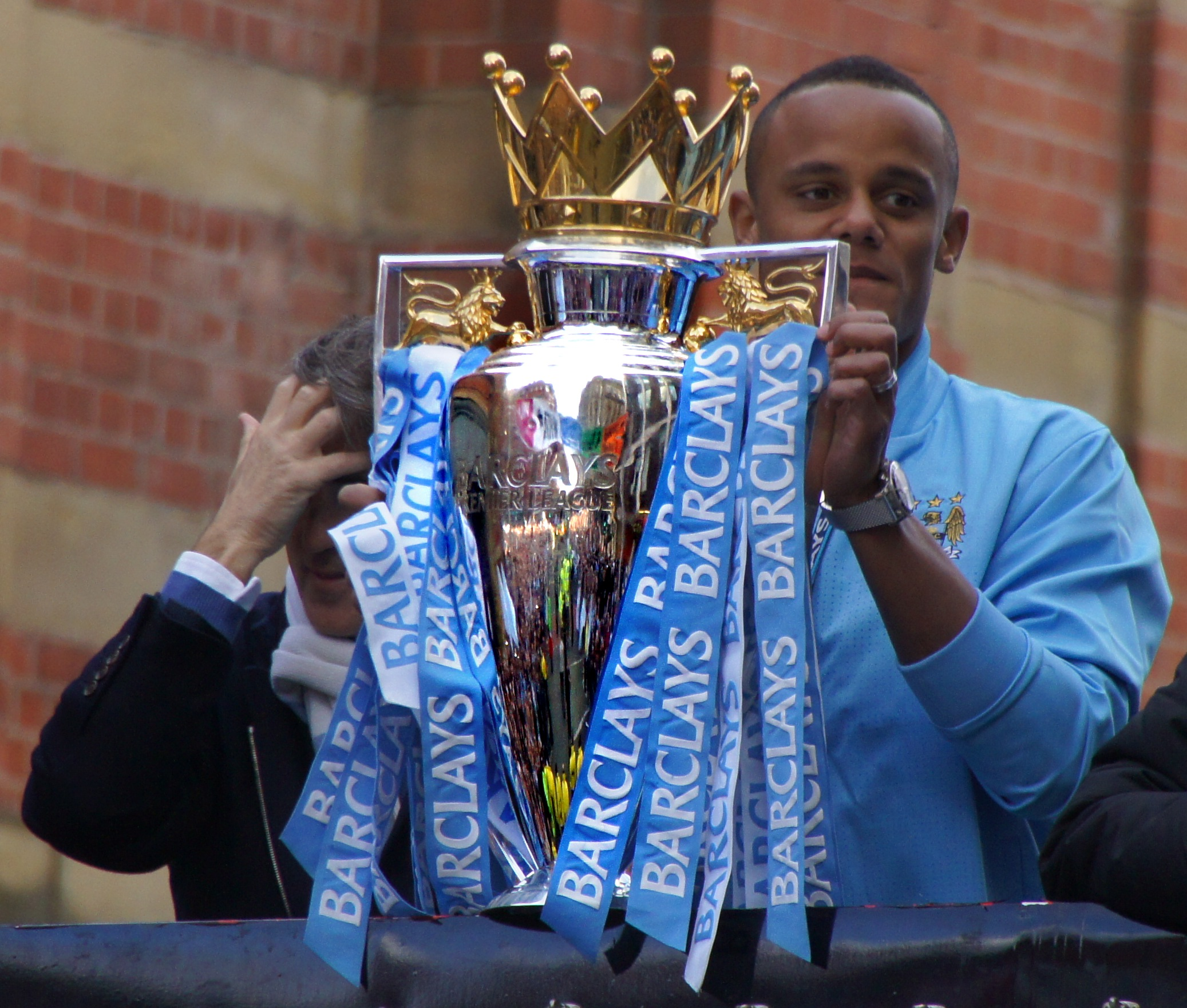
Kompany with the Premier League trophy after the victorious 2011–12 season.

- Prima Divizie Belgiană: 2003–04, 2005–06

Hamburger SV
- Cupa UEFA Intertoto: 2007

Manchester City
- Premier League: 2011–12, 2013–14, 2017–18, 2018–19[9]
- FA Cup: 2010–11,[10] 2018–19;[11] vice-campion: 2012–13[12]
- Football League Cup/EFL Cup: 2013–14, 2015–16,[13] 2017–18,[14] 2018–19[15]
- FA Community Shield: 2012, 2018[16]

Individual
- Belgian Golden Shoe: 2004
- Belgian Young Professional Footballer of the Year: 2004, 2005
- Belgian Ebony Shoe: 2004, 2005
- Belgian Player of the Year (Playing Abroad): 2010
- Premier League Player of the Season: 2011–12
- PFA Premier League Team of the Year: 2010–11, 2011–12
- Manchester City Official Supporter's Player of the Year: 2010–11
- Manchester City Player's Player of the Year: 2010–11